# Husarzewski Hrabia
Husarzewski Hrabia – polski herb hrabiowski, odmiana herbu Husarzewski nadany w zaborze austriackim.

## Opis herbu
Opis stworzony zgodnie z klasycznymi zasadami blazonowania:
Tarcza dwudzielna w pas, w polu górnym, czerwonym, półtora krzyża srebrnego, w polu dolnym, błękitnym, półksiężyc złoty nad którym trzy takież gwiazdy ośmioramienne w pas. Nad tarczą korona hrabiowska. Nad nią hełmy z klejnotem: ramię zbrojne z szablą srebrną. Labry: z prawej czerwone, podbite srebrem, z lewej błękitne, podbite złotem.

## Najwcześniejsze wzmianki
Nadany Prusach 14 grudnia 1814 Karolowi Antoniemu, potwierdzony w Galicji z tytułem hrabiowskim Antoniemu i Elżbiecie oraz ich synowi, Adolfowi 21 września 1837 (dyplom z 19 listopada 1838). Antoni wcześniej, 2 lutego 1823, uzyskał potwierdzenie tytułu szlacheckiego Ritter von na podstawie pochodzenia od Władysława Stanisława nobilitowanego z herbem Husarzewski w 1676. Karol Antoni przeniósł się do Galicji z Królestwa Polskiego w 1829.

## Herbowni
Jedna rodzina herbownych:
graf von Husarzewski.